# Iglesia de San Juan (Villafranca del Bierzo)
La iglesia de San Juan, también llamada iglesia de San Fiz de Viso se encuentra en Villafranca del Bierzo, en la comarca de El Bierzo, provincia de León, comunidad autónoma de Castilla y León.
En 2015, en la aprobación por la Unesco de la ampliación del Camino de Santiago en España a «Caminos de Santiago de Compostela: Camino francés y Caminos del Norte de España», España envió como documentación un «Inventario Retrospectivo - Elementos Asociados» (Retrospective Inventory - Associated Components) en el que en el n.º 1887 figura la iglesia de San Fiz de Viso.

## Historia
Monasterio fundado por San Fructuoso de Braga en el siglo VII, aunque la iglesia actual pertenezca a finales del Siglo XII o comienzos del Siglo XIII. La iglesia perteneció a la Orden hospitalaria.
La iglesia es de planta rectangular, con ábside semicircular. Están separados por un arco de medio punto, con el apoyo de dos contrafuertes. El ábside, a su vez, tiene cuatro pilares. El techo es de madera a dos aguas en la nave y bóveda en la capilla.
Los muros están realizados en sillarejo pizarroso.
A pesar de la general impresión arcaica de este templo, una de las portadas y una de las ventanas ya indican el gótico comenzando.
Durante la restauración, las excavaciones arqueológicas revelaron los restos de una anterior iglesia románica. En el área del altar existen restos de paredes fuertes, probablemente de una cisterna de agua. Estos restos son visibles desde su restauración.
El interior de la iglesia fue utilizada como cementerio, probablemente durante la Baja Edad Media.